# باي دارنيل
باي دارنيل (بالإنجليزية: Bay Darnell)‏ هو سائق سباق أمريكي، ولد في 4 فبراير 1931 في ليك بلوف في الولايات المتحدة.

## وصلات خارجية
- باي دارنيل على موقع Racing-Reference.info (الإنجليزية)